# Barbara Buenger
Barbara Copeland Buenger (* 26. září 1948 Evanston) je americká historička umění a univerzitní profesorka. Je emeritní profesorkou moderních dějin na Wisconsinské univerzitě v Madisonu. Na fakultu nastoupila v roce 1976. Je odbornicí na tvorbu a osobnost německého malíře Maxe Beckmanna. Její výzkum a výuka zahrnují evropské umělce a design 20. století, německé umění 19. a 20. století a moderní umělkyně.
Narodila se 26. září 1948 v Evanstonu v Illinois Theodoru Henrymu Buengerovi a Priscille Buenger (rozená Reitz). V roce 1970 vystudovala umění na Vassar College. Titul Ph. D. získla v roce 1979 na Kolumbijské univerzitě.

## Publikace (výběr)
- Buenger, Barbara. 1997. Max Beckmann. Self Portrait in Words. Collected Writings and Statements, 1903–1950. Chicago : University of Chicago Press (knihovna dějin umění FF UK, sekce darů JK)
- Buenger, Barbara. 1979. Max Beckmann's artistic sources : the artist's relation to older and modern traditions. disertační práce. Columbia University